# ننگر خل
ننگر خل (به لاتین: Nangar Khel) یک منطقهٔ مسکونی در افغانستان است که در ولایت پکتیکا واقع شده‌است. ننگر خل ۲٬۱۳۰ متر بالاتر از سطح دریا واقع شده‌است.